# Крушевљани (Невесиње)
Крушевљани су насељено мјесто у општини Невесиње, Република Српска, БиХ. Према попису становништва из 1991. у насељу је живјело 157 становника.

## Становништво
На Попису 1991. године овдје су живјеле породице: Чагаљ, Дураковић, Голић, Халваџија, Пајевић, Пичуга, Питић, Зољ и Рагуж.
| Демографија | Демографија | Демографија |
| Година      | Становника  | Становника  |
| ----------- | ----------- | ----------- |
| 1961.       | 295         |             |
| 1971.       | 276         |             |
| 1981.       | 213         |             |
| 1991.       | 152         |             |